# Lista odcinków serialu anime Digimon Frontier
Poniższa lista zawiera opis odcinków serialu anime Digimon Frontier.
| #  | Tytuł | Premiera             |
| -- | --- | -------------------- |
| 01 | All Aboard The Legendary Warrior! Agnimon of Fire                                                        | 7 kwietnia 2002      |
| 02 | Lobomon, Warrior of Light Wolfmon of Light, the Battle in the Underground Labyrinth                      | 14 kwietnia 2002     |
| 03 | Kumamon Baby, Light My Fire Don't allow Bullying! Evolution of Chakmon of Ice                            | 21 kwietnia 2002     |
| 04 | Kazemon Kicks It My Painful Kick! Female Warrior Fairymon!                                               | 28 kwietnia 2002     |
| 05 | Ladies and Gentlemen: The Beetlemon Thunder Power Shaking the Ground - Blitzmon!                         | 5 maja 2002          |
| 06 | A Molehill Out Of a Mountain The 5 Legendary warriors vs a new warrior!                                  | 12 maja 2002         |
| 07 | Island Of Misfit Boys Town floating in the sky! Toy Country of ToyAgumon                                 | 19 maja 2002         |
| 08 | The Odd One Out Save everyone! Evolve Tsunomon                                                           | 26 maja 2002         |
| 09 | Welcome to My Nightmare Bakumon is the Enemy!? The Mysterious TV Forest                                  | 2 czerwca 2002       |
| 10 | Can't Keep a Grumblemon Down Uncontrollable Beast Spirit! Garmmon's Evolution                            | 9 czerwca 2002       |
| 11 | A Hunka Hunka BurningGreymon Defeat Me! Legendary Warrior Vritramon Runs Wild                            | 16 czerwca 2002      |
| 12 | Fear and Loathing in Los Arboles Roar, Vritramon! Defeat Gigasmon!                                       | 23 czerwca 2002      |
| 13 | Better An Egg Than An Egg Shell Seraphimon Awakens! Secret of the Ten Warriors                           | 30 czerwca 2002      |
| 14 | No Whamon Rock Breaking Thunder! Bolgmon's Do-or-Die Challenge"                                          | 14 lipca 2002        |
| 15 | Beastie Girl Cool Beast Evolution! Calmaramon                                                            | 21 lipca 2002        |
| 16 | The Swiss Family Digimon Strength Does not Matter! The Beautiful Warrior, Shutumon                       | 28 lipca 2002        |
| 17 | Bizarre Bazaar Blizzarmon, Blow the Snow, Call the Glaciers!                                             | 4 sierpnia 2002      |
| 18 | Trailmon vs. Trailmon Choo-Choo! The Great Trailmon Race                                                 | 11 sierpnia 2002     |
| 19 | You Want Fries With That? Save the Burgermon! Tomoki's Pure Heart!                                       | 18 sierpnia 2002     |
| 20 | From Dawn to Duskmon Mystery Warrior Hidden in Darkness, Duskmon!                                        | 25 sierpnia 2002     |
| 21 | Darkest Before Duskmon Total Destruction of 5 Fighters!? Terrifying Dark Power                           | 1 września 2002      |
| 22 | Home Again, Takuya Returns My home! Takuya's Lonely Return                                               | 8 września 2002      |
| 23 | Sockit Takuya Feel the Power of Digimon! Takuya's Full-Body Strategy                                     | 15 września 2002     |
| 24 | Alone But Never Alone Confrontation, Volcamon! Junpei's Battle with his Past"                            | 22 września 2002     |
| 25 | The Dark Heart of Friendship Tomoki's Loely Battle - Asuramon's Trap                                     | 29 września 2002     |
| 26 | Zoe's Unbeelievable Adventure Ranamon's Tenacity! Female Digimon Personal Combat                         | 6 października 2002  |
| 27 | Stuck In Sakkakumon With You Double Spirit Miracle! Beowulfmon is Born                                   | 13 października 2002 |
| 28 | Darkness Before the Dawn Takuya's Fusion Evolution - Ardhamon's Explosive Attack                         | 20 października 2002 |
| 29 | Phantasmagoric Sakkakumon Escape! The Phantasmagoric Sefriotmon                                          | 27 października 2002 |
| 30 | O, Brother, Who Art Thou? Soaring! Warrior of Darkness Velgmon                                           | 3 listopada 2002     |
| 31 | Workin' On The Train Gang Sleep in Darkness - The Trailmon's Graveyard                                   | 10 listopada 2002    |
| 32 | My Brother in Spirit The revealed Past! The Duskmon's Secret                                             | 17 października 2002 |
| 33 | Ne'er the Twins Shall Meet The New Warriors of Darkness! Löwemon & KaiserLeomon                          | 24 listopada 2002    |
| 34 | Operation: Free Ophanimon Decisive Battle!! Rose of Venus - Ophanimon's Rescue Plan"                     | 1 grudnia 2002       |
| 35 | Takuya and Koji's Evolution Revolution Turn the Spirits Into One! Takuya and Kouji's Ultimate Evolution! | 8 grudnia 2002       |
| 36 | Ice Ice Baby The Flight towards Victory! Confrontation at Cherubimon's Castle                            | 15 grudnia 2002      |
| 37 | Cherubimania Decisive Battle! As long as there is Life - Get Back the Digital World                      | 22 grudnia 2002      |
| 38 | It Can't Be! Lucemon Reappears The Endless Death Match! Prelude of Lucemon's Revival                     | 5 stycznia 2003      |
| 39 | The Man in the Moon Is You This is the Digital World?! Escape from the Moon                              | 12 stycznia 2003     |
| 40 | The Bully Pulpit The Chosen Ones! The Children who Manipulate Angemon!                                   | 19 stycznia 2003     |
| 41 | Jerks and the Beanstalk Don't Let Them Scan! The Beanstalk of Friendship                                 | 26 stycznia 2003     |
| 42 | Glean Eggs and Scram Protect the DigiEggs! The Miracle of Disappearing Life                              | 2 lutego 2003        |
| 43 | Bad to the Bones Annihilation of the Hometown! Messenger of Hell SkullSatamon                            | 9 lutego 2003        |
| 44 | Now You See It, Now You Don't Fight together~ Kouji and Gotsumon's Vow                                   | 16 lutego 2003       |
| 45 | All Aboard The Tag Team Express The Data of Operation! Defend Akiha Market                               | 23 lutego 2003       |
| 46 | To Make The World Go Away Annihilation of the Digital World!? Lucemon's Rule of Darkness"                | 2 marca 2003         |
| 47 | When Knights Fall... The Royal Knights Disperse - And then...!!                                          | 9 marca 2003         |
| 48 | The Brothers Yin and Yang Turn Light and Darkness into One! Kouichi's Last Wish                          | 16 marca 2003        |
| 49 | Lucemon On The Loose Fight, Susanoomon - Lucemon Reaches the Human World                                 | 23 marca 2003        |
| 50 | End of the Line Go Beyond Time! The Birth of a New Legend                                                | 30 marca 2003        |